# Malva subacaulis
Malva subacaulis är en malvaväxtart som beskrevs av René Charles Maire. Malva subacaulis ingår i Malvasläktet som ingår i familjen malvaväxter. Inga underarter finns listade i Catalogue of Life.